# Kultiviertheit
Kultiviertheit (Substantivierung des Adjektivs „kultiviert“) bezeichnet umgangssprachlich im sozialen Kontext eine verfeinerte, gepflegte Lebensweise, die sich an den Wertvorstellungen einer bestimmten sozialen Gruppe oder Schicht orientiert. Diese betreffen in der Regel (im Gegensatz zum Terminus „zivilisiert“) die äußeren Lebensumstände eines Menschen, insbesondere die Art des Verbrauchs von Gütern oder eine Gruppe von Tätigkeiten (z. B. die Esskultur, Umgangsformen, Kunst- und Musikgeschmack), sowie eine bestimmte Form, sich zu kleiden, die der gängigen Vorstellung von Kultur entspricht. Jedoch zählen auch bestimmte Charaktereigenschaften wie Höflichkeit oder Empathie zur Kultiviertheit.

## Die europäische Vorstellung von „Kultiviertheit“
Eine als „kultiviert“ bezeichnete Lebensweise ist im Sinne der oberen europäischen Gesellschaftsschichten gekennzeichnet durch z. B.:
- gepflegtes Äußeres (Körperpflege)
- einen hohen Grad an allgemeiner Bildung
- gehobene Umgangsformen (Höflichkeit)
- weniger drastische oder direkte, eher gewählte Äußerungen (Sprachgefühl, Konversation)
- sensibles Reagieren und eine fein bzw. differenziert abgestimmte Art zu kommunizieren (Taktgefühl, Empathie)
- angemessene und ästhetisch ansprechende Kleidung (Kleidermode, Outfit, Dresscode)
- eine ästhetisch ansprechend gestaltete Lebensumgebung

Dies sind nur einige Punkte, die das Sozialverhalten eines Menschen ausmachen. Des Weiteren kann die Art, bestimmte Bewegungen im Alltag (Anmut) oder in ritualisierter Form (Tanz) auszuführen, ebenso als „kultiviert“ oder „unkultiviert“ beurteilt werden, wie Ästhetik und Kunstfertigkeit in Rede (Rhetorik) und Schrift, sowohl bezüglich des Inhalts als auch der äußeren Form. Selbst die Art zu denken kann als mehr oder weniger „kultiviert“ bewertet werden. Als noch stärker abwertend gilt der Begriff „unzivilisiert“. Der Prozess, in dem Menschen sich zu kultivierten Individuen weiterentwickeln, wird auch als Selbstkultivierung bezeichnet.
Übertrieben ritualisiertes, als stark unnatürlich empfundenes Verhalten wird auch als „manieriert“ oder „gekünstelt“ bezeichnet. Als Beispiel kann die höfische Kultur des Rokoko als Epoche stark ausgeprägter Kultiviertheit in diesem Sinne gelten. Als positiv empfundenes kultiviertes Verhalten, das nicht aufgesetzt oder unnatürlich wirkt und mit einer bestechenden Effektivität und scheinbarer Einfachheit ausgeführt wird, bezeichnet man als Eleganz. Phänomene, die als unkultiviert gelten, werden auch mit Attributen wie „derb“, „grob“, „vulgär“ oder umgangssprachlich „prollig“ bezeichnet.

## Beispiele für Kultiviertheit
Als möglichst vollkommen kultivierte Menschen verstehen sich die japanischen Geishas. Diese rigoros ausgebildeten Gesellschafterinnen werden in allen maßgeblichen Künsten Japans erzogen und auf deren Vervollkommnung trainiert, um ihre Gäste oder Gastgeber perfekt zu unterhalten. Geishas verstehen sich selbst auch als „lebendes Kunstwerk“.
Vergleichbar mit dem europäischen Verständnis von Kultiviertheit wird eine solche in Taiwan angenommen, wenn gutes Benehmen, zivilisierte Umgangsformen und Bildung zu erkennen sind. Anzeichen einer solchen Kultiviertheit sind „taktvolles Verhalten, Höflichkeit, Bescheidenheit, Zuvorkommenheit, das Tragen angemessener Kleidung oder Respekt für andere“. Kunstverständnis, die Fähigkeit ein Instrument zu spielen, das Praktizieren von Kalligrafie sowie der Besitz von Kunstwerken in der eigenen Wohnung sind Zeichen eines höheren Grades an Kultiviertheit.
Die – leicht veraltete – Bezeichnung für europäische kultivierte Menschen ist die Verwendung der Begriffe Dame/Herr in Abgrenzung zum profaner empfundenen Frau/Mann. Dabei wird die Anrede „Frau …“ für Damen beibehalten, während „Herr …“ für Herren maßgeblich bleibt (Anrede). Als Fremdwort gebraucht man zuweilen umgangssprachlich Gentleman und Lady für dieselben Begriffe. Vor allem für den Gentleman schwingt noch der kulturhistorische Hintergrund der Ritterlichkeit mit. Diese Begriffe haben in der Zwischenzeit ihre ursprüngliche Bedeutung eingebüßt. Während die echten englischen Ladies von Adel eher darauf achteten, dass man ihren Titel weniger häufig verwendete, bestanden weniger wohlhabende Frauen inflationär darauf, „Ladys“ genannt zu werden. In Abgrenzung dazu wurde früher umgangssprachlich bewundernd „eine wirkliche Dame!“ oder „ein echter Gentleman!“ gesagt.
Im Allgemeinen wird das Adjektiv „kultiviert“ nur für Erwachsene gebraucht, da sich Kinder und Jugendliche noch mitten im Prozess der Erziehung und Reifung befinden, die sie an die vorherrschende Kultur anpassen sollen. Die entsprechende Erziehung ist aufwändig und oft auch kostspielig, da darin eine möglichst exzellente Schule mit einem Angebot an verschiedenen Sprachen und Naturwissenschaften, angemessene Kleidung, Lebensunterhalt, Ausgaben für Hobbys (z. B. Reiten), Privatunterricht speziell in musikalischen Fächern und Gesellschaftstanz sowie bildende Reisen vorgesehen sind. Aus diesem Grund ist der Grad an Kultiviertheit, der zur Schau getragen wird, immer auch unterschwellig ein Statussymbol.

## Ambivalenz des Begriffs Kultiviertheit
Allerdings beinhaltet das Adjektiv „kultiviert“ eine deutliche Unschärfe, sodass objektiv gesehen unklar ist, welche Lebensführung als kultivierter gegenüber einer anderen zu betrachten ist.
Zur Verwirrung trägt bei, dass Menschen oft nur in bestimmten Teilbereichen ihres Verhaltens „kultiviert“ sind. Während z. B. bei einigen Mitgliedern der Oberschicht die Ess- und Trinkgewohnheiten, die Art, sich zu kleiden, und die generelle Ausdrucksweise im Gespräch und in Schriftstücken als kultiviert betrachtet werden können, werden von denselben Menschen die Menschenwürde und das Lebensrecht anderer Menschen und Völker bewusst missachtet oder ignoriert. Umgekehrt kann ein seinen Grundsätzen treuer und moralisch standfester Abgesandter eines Eingeborenenvolkes in der Kongruenz zwischen Worten und Taten als kultivierter gelten als ein Europäer, während Kleidung, Essen und andere Äußerlichkeiten erheblich voneinander abweichen. Hier kommt Jean-Jacques Rousseaus Begriff vom „edlen Wilden“ ins Spiel, der aber ebenso eine Idealisierung darstellt.
Eine sachliche und objektive Festlegung für den Begriff „kultiviert“ gibt es daher nicht.

## Freiheit und Kultiviertheit
Mit der zunehmenden Bedeutung der individuellen Freiheit und der Gleichberechtigung in den westlichen Gesellschaften schwand die ursprüngliche Wichtigkeit der Kultiviertheit. Kleidung und Lebensstil sowie die Gestaltung des eigenen Lebensweges werden heute in liberaler Umgebung meist dem erwachsenen Individuum selbst überlassen. Mit derselben Bewegung verschwand zunehmend auch ein sicheres Empfinden für Stil und Eleganz. Es wird allerdings immer noch ein Mindestmaß dieser Kultiviertheit verlangt, um im gesellschaftlichen Leben anerkannt zu werden. Demzufolge wird in manchen deutschen Bundesländern Schulunterricht in Benehmen, Umgangsformen und Verhalten gegeben.
Die mehr oder weniger freiwillige Entscheidung für kultiviertes Verhalten geht oft mit einem subjektiven Verlust an persönlicher Freiheit einher, da diese sich primär darauf ausrichtet, anderen Leuten zu gefallen und zu einer Gruppe mit denselben Verhaltensmustern dazuzugehören. Sie setzt keine eigenen Standards für erwünschtes Verhalten, Kommunikation und Lebensqualität, sondern übernimmt diese Vorstellungen von anderen Bezugspersonen. Deshalb erfordert sie ein gewisses Maß an Demut und Selbstaufgabe, in strengeren Schulen Disziplin und Gehorsam. Eine übertriebene Einstellung hierzu ist die völlige Selbstverleugnung, die langfristig zu seelischen Krankheiten führen kann.
Die bewusste und freiwillige Entscheidung für kultiviertes Verhalten, das sich an den Wertvorstellungen anderer Bezugspersonen orientiert, ist meist verbunden mit dem Wunsch einer persönlichen Weiterentwicklung. Diese kann in Extremfällen bis zur vollständigen Verwandlung gehen, wenn sie sehr intensiv betrieben und unterstützt wird. Zahlreiche Mythen, Märchen und Filme zehren von diesem Entwicklungspotenzial eines Menschen, wobei in den knappen, ausschnitthaften Erzählungen oft übersehen wird, wie viel reale Arbeit, Konzentration, Ausdauer, Fleiß und Hingabe hinter einem solchen Lernprozess steht, bevor ein außergewöhnliches und herausragendes Maß an Kultiviertheit in einem bestimmten Gebiet erreicht ist.

## Andere Wortarten
Das Verb „kultivieren“ bedeutet auch: „(etwas) zu einer Kultur oder zu einem Kult machen, entwickeln oder erheben“, „(etwas) als einen Kult bzw. eine Kultur zelebrieren“.
Beispiel: „Dandys kultivieren ihr modisches Aussehen.“ Dandys entwickeln und zelebrieren also eine Kultur des Modischen, sie entwickeln einen Zustand, in dem sie das Modische pflegen, zelebrieren und hochhalten.

## Kultiviertheit in der Technik
Im technischen Bereich hat der Begriff Kultiviertheit ebenfalls an Bedeutung gewonnen. So wird unter anderem der Verbrennungsmotor eines Automobils als kultiviert angesehen, wenn er sich durch gleichmäßigen und ruhigen Lauf auszeichnet.

## Kultiviertheit als Thema in der Kunst
Thematisch orientieren sich Filme über Kultiviertheit fast immer an dem Muster des Märchens „Das hässliche junge Entlein“ von Hans Christian Andersen, in dem aus einem von allen verschmähten und hässlichen Entlein zum Schluss ein schöner Schwan wird. Ebenfalls verwandt ist das Märchenmotiv von Aschenputtel, wobei hier allerdings eine gute Fee die Arbeit der Selbsterziehung ersetzt. Viel häufiger als bei Männern wird dieser Topos deshalb auf Frauen angewendet, und die Erziehung bzw. Ausbildung nur in wenigen Ausschnitten dargestellt, was die zeitliche Distanz zwischen dem unkultivierten und dem kultivierten Status für das Auge des Betrachters erheblich verkürzt. Meistens wird die Verwandlung als unterhaltsame Komödie inszeniert, zuweilen bringt das Thema der Rache allerdings auch ein Drama hervor. Dies geschieht öfter bei der männlichen Variante der kulturellen Verwandlung.
Theater:
- Der Widerspenstigen Zähmung, William Shakespeare
- Pygmalion, George Bernard Shaw, 1914

Novelle:
- Kleider machen Leute, Gottfried Keller, 1871

Romane:
- Der Graf von Monte Christo, Alexandre Dumas, 1844–1846
- Die Geisha, Arthur Golden
- Minoes – Die geheimnisvolle Minusch, 1970, Annie M. G. Schmidt
- Der kleine Lord, 1886, Frances Hodgson Burnett

Musical:
- My Fair Lady, Alan Jay Lerner / Frederick Loewe, 1956

Filme:
- Sabrina, 1954
- Gigi, 1958
- Baronesse, 1960
- Der Leopard, 1963
- My Fair Lady, 1964
- Rita will es endlich wissen (Educating Rita), 1983
- Zwei hinreißend verdorbene Schurken, 1988
- Pretty Woman, 1990
- King Ralph, 1991
- Steinzeit Junior, 1992
- Und täglich grüßt das Murmeltier, 1993
- Born Yesterday – Blondinen küßt man nicht (Born Yesterday), 1993
- Mrs. Winterbourne, 1996
- Eine wie keine, 1999
- Miss Undercover, 2000, Regie: Donald Petrie, mit Sandra Bullock
- Plötzlich Prinzessin, 2001
- Billy Elliot – I Will Dance, 2001
- Die geheimnisvolle Minusch (Minoes), 2001
- Human Nature, 2001
- Die Geisha, 2005
- Der Teufel trägt Prada, 2006
- Tod eines Immobilienmaklers, Dän. 2009, Regie: Anders Matthesen, mit Søren Rislund (Originaltitel: Sorte kugler)
- Till det som är vackert, Regie: Lisa Langseth, 2010
- Gräfliches Roulette, 2010, Regie: Ulrich König, mit Fritz Wepper und Leonard Lansink
- Die kleine Lady, Regie: Gernot Roll, mit Christiane Hörbiger und Veronica Ferres, 2012. Nach dem Roman Der kleine Lord von Frances Hodgson Burnett
- Dark Shadows, 2012, Regie: Tim Burton, mit Johnny Depp: Ein distinguierter Vampir aus dem 18. Jahrhundert, der in der Art eines adeligen Ehrenmanns auf altmodische Weise spricht und sich aristokratisch kleidet, wird nach 200 Jahren im Jahre 1972 tief unter der Erde aus seinem Sarg befreit und zeigt sich irritiert von moderner Musik wie Rock ’n’ Roll und Alice Cooper sowie von der Jugendsprache der Hippie-Bewegung.